# Lučivná
Lučivná este o comună slovacă, aflată în districtul Poprad din regiunea Prešov. Localitatea se află la altitudinea de 771 m deasupra n.m., se întinde pe o suprafață de 18,77 km2 și în 2017 număra 991 de locuitori. Se învecinează cu comuna Mengusovce.

## Istoric
Localitatea Lučivná este atestată documentar din 1298.

## Demografie
| An:                | 1994 | 2004    | 2014   | 2024   |
| ------------------ | ---- | ------- | ------ | ------ |
| Număr de persoane: | 822  | 982     | 993    | 937    |
| Diferență:         |      | +19,46% | +1,12% | −5,63% |

| An:                | 2023 | 2024   |
| ------------------ | ---- | ------ |
| Număr de persoane: | 936  | 937    |
| Diferență:         |      | +0,10% |